# Igreja de São Pedro (Tourém)

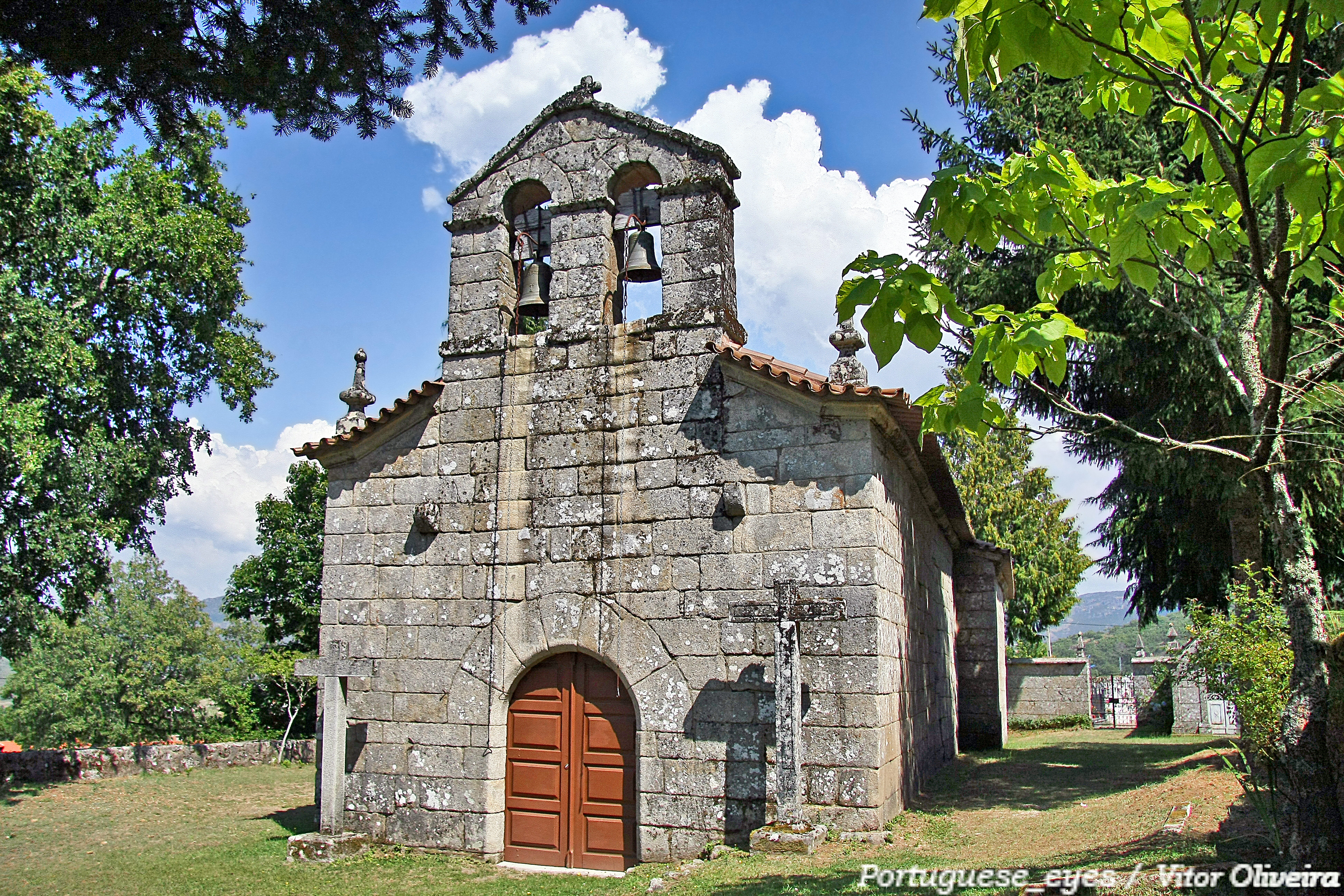

A Igreja de São Pedro, ou Igreja Matriz de Tourém, é uma igreja portuguesa localizada na freguesia de Tourém, no município Montalegre.
O templo constitui um valor patrimonial importante no contexto da arquitectura religiosa medieval regional, ao testemunhar a penetração dos modelos arquitectónicos românicos na região atualmente englobada pelo concelho de Montalegre.
Apresenta-se como uma igreja com fundação tardo-medieval, razoavelmente conservada, provavelmente Século XIII (algumas fontes referenciam-na como igreja quinhentista, mas isso dever-se-á aos trabalhos de restauro desenvolvidos nesse século), relacionada com o Mosteiro de Pitões das Júnias, como se pode aferir da austeridade decorativa e a tipologia geometrizante dos motivos desenhados, segundo o modelo cisterciense deste mosteiro. Este templo paroquial é, provavelmente, a igreja que se refere no foral da Piconha, dado por D. Manuel I em 1515, onde se estabelece o foro a pagar pela igreja de S. Pedro.
As obras mais recentes terão deixado alguns elementos arquitetónicos tidos como tardo-românicos no seu portal lateral do lado sul, de arco de volta perfeita, no arranque das paredes do corpo e também da capela-mor. Conserva-se do templo original a quase totalidade da metade inferior das nave e a cabeceira executada em aparelho isódomo, onde se destaca um fecho de fresta no interior da capela-mor com decoração esculpida e fragmentos de arquivolta de portal decorados com motivos lanceolados, que foram reaproveitados na parte superior da parede Sul da cabeceira.
Esta igreja foi sujeita a muitas obras de manutenção e restauro em épocas recentes. No século XVI foi restaurado o portal principal e durante o século XVIII, fizeram-se mais obras de manutenção que foram patrocinadas por Caetano Teixeira de Bragança, nomeado numa lápide comemorativa sobre a entrada da sacristia, onde se pode ler "Caetanus Teyxeyra de Bragança fecit fleri 1751".
Esta igreja tem uma nave única estreita e longa com capela-mor. Tem uma fachada principal de pano único, onde se desenha portal de volta redonda, de sete aduelas, segundo o modelo característico do extremo oriental transmontano. Acima do portal, axialmente, tem um campanário dotado de dupla sineira com terminação em empena triangular. Sobre os cunhais há dois pequenos fogaréus de estilo barroco e a meio do alçado surgem duas mísulas que podem ter servido como locais de apoio de um alpendre. Gravadas na silharia exterior, a pouca altura, encontram-se várias cruzes e Siglas.

## Párocos
- Pe. José Joaquim de Barros e Sá[5]
- Mons. Feliz José Alves
- Pe. Manuel Alves
- Pe. António Lourenço Fontes
- Pe. Alberto de Carvalho Martins